# Rodrigo Otávio de Oliveira Meneses
Rodrigo Otávio de Oliveira Meneses (Cachoeira, Bahia, 11 de maio de 1839 - Vassouras, 13 de junho de 1882) foi um magistrado e parlamentar do Segundo Império brasileiro. Casado com D. Luiza Langgaard, era pai do acadêmico e ministro do Supremo Tribunal Federal Rodrigo Otávio Langgaard de Meneses. 
Doutor em Ciências Sociais e Jurídicas pela Faculdade de Direito de São Paulo, foi deputado na Bahia (assembleia local), promotor público e presidente da província do Paraná, de 23 de março de 1878 a 31 de março de 1879.
Escreveu Jorge (drama de 1861), dentre outros.